# 虹色的托洛茨基
《虹色的托洛茨基》為安彦良和所創作的日本漫画作品。该作品自1990年11月至1996年11月连载于漫画杂志《月刊コミックトム》。:199-200
该作品以满洲国为舞台，主人公烏木博爾特是一名日、蒙混血青年，故事以日本將領石原莞尔将流亡墨西哥的托洛茨基招募至建国大学的计划（托洛茨基计划）為背景:288，讲述主人公在參與過程中逐渐找到自己民族认同的故事。:199-200该作品有3个版本的单行本，分別爲潮出版社初本、中央公論新社文庫本以及雙葉社出版的愛藏版。

## 创作背景
漫画家安彦良和在1988年动画电影《金星战记》制作完成后，希望此后的作品不再有明显的动画作品风格，开始创作以日本古代史为题材的漫画作品。:138-139此后他接触到了杂志《月刊コミックトム》，并决定在此杂志上发表作品。:500,501
开始构想作品时，安彦希望能够有别于“控诉被害与非正义的受害者视角”作品和欢乐基调的“马贼系”作品，决定“将视点置于等身大的主人公身上，并且展现满洲的政治”。:285-289这部作品以二战前夕的满洲国作为舞台，主角在各种敌我、左右派势力之间辗转周折，从而在故事里能展现出复杂的局面。:268
在构想作品的过程中安彦因涉及建国大学作爲背景，故有采访到建国大学校友，他在参考当年資料后产生更深入的兴趣，曾一度考虑将作品改为以建国大学作为舞台的青春作品，但顧及已有构想，难以割舍众多内容而作罢。安彦曾经考虑将满洲国灭亡、国共内战囊括进作品终盘，可想到主人公难以承载如此多的历史，最终选择以诺门罕事件作为結尾。:285-289
本作最初拟定的题名是《将军与托洛茨基》（日语：将軍とトロツキー，将军指石原莞尔），出版社方面表示托洛茨基用在作品名里太过严肃，安彦说明该作品并非托洛茨基传记，最后修改了作品名。安彦坚持使用比较严肃的作品名是为了表达自己创作此作品的严肃态度（并非创作过动画作品之后的变相休息），:138-139也是为表达自己作为创作者严肃地涉及泛亚主义题材的态度。

## 故事内容
本書故事開始於1939年6月，日蒙混血青年烏木博爾特作爲特別研修生進入滿洲囯國立建國大學學習。其家人在他幼年時被流亡的托洛斯基屠族，並失去兒時的記憶。乌木博尔特因其族裔與身份認同而同周遭格格不入，常與他人產生衝突。他從其監護者日本關東軍大將石原莞爾與合氣道大師植芝盛平處得知，他已故父親，陸軍中尉深見圭介曾參與日本陸軍的大陸行動，烏木博爾特認爲父親經歷可能與失憶原因有關。
石原莞爾後因病回國修養，烏木博爾特監護落於前者部下辻政信。石原原本利用烏姆博爾特的記憶以實現“托洛斯基計劃”，但將他納入建國大學體制某種程度上是爲他成爲陰謀下的犧牲者的補償，不過辻政信則完全將他視作棋子。而後，烏木博爾特違抗辻政信指令，回到自己的故鄉，相遇兒時玩伴贾姆茨——現化名為“孫逸文”抗日運動參與者，以及協同孫逸文作戰的锡伯维吾尔混血女青年麗花。三人相遇后一拍即合，相互承諾今後以“同志”身份交流情報。烏木博爾特隨后回到建國大學，見到一群對滿洲國現狀不滿的日本裔學生，當烏木博爾特聽到一人吟誦日本已故歌人若山牧水的名句后，大徹大悟，決定返還並潛伏于托洛斯基計劃，尋找失去的記憶。

## 评价
评论家呉智英认为该作品以满洲国为题材，与作者出身于同样作为开拓地的北海道有关；而作品中关于泛亚主义的描写受到了中国文学研究者竹内好的影响。:70,71
漫画原作者、批评家大塚英志赞扬了作品中对满洲的犹太人问题的涉猎、作画技术、战后民主主义价值观，称此安彦为“最接近手冢治虫的正统派漫画家”。:288
东洋史学家塚瀬進关于1990年代此作品和山崎丰子的小说《大地之子》博得的人气，认为其原因是“满洲国并非已被日本人所忘却的彼方，而是存在于内心的角落、不可磨灭的。”:6
社会学家筒井清忠认为，本作尝试描绘了已有的以满洲国为背景的作品所未能描述的如阿拉伯纹样一般细密交错的线索；以建国大学为主轴，将丰富多彩的人物关系围绕托洛茨基而展开的故事结构具有魅力。